# Johann Peter Hasenclever
Pour les articles homonymes, voir Hasenclever.
Johann Peter Hasenclever (né le 18 mai 1810 à Remscheid, mort le 16 décembre 1853 à Düsseldorf) est l'un des artistes prussiens les plus importants du XIXe siècle. Membre fondateur de l'École de peinture de Düsseldorf, il réintroduit la scène de genre avant Carl Spitzweg et Wilhelm Busch.

## Biographie
Johann Peter Hasenclever est le fils d'un outilleur de Remscheid. En 1825, il s'initie auprès du maître Johann Peter Fasbender à Ronsdorf qui encourage son talent ; Hasenclever fera deux portraits du maître et de sa femme. À 17 ans, il s'inscrit à l'Académie des beaux-arts de Düsseldorf dirigé par Wilhelm von Schadow mais celui-ci exprime des doutes sur ses capacités et il doit quitter l'académie deux ans après. Hasenclever revient en 1836 suivre les cours de Theodor Hildebrandt qui lui fait découvrir l'Âge d'or de la peinture néerlandaise et sa peinture de genre.

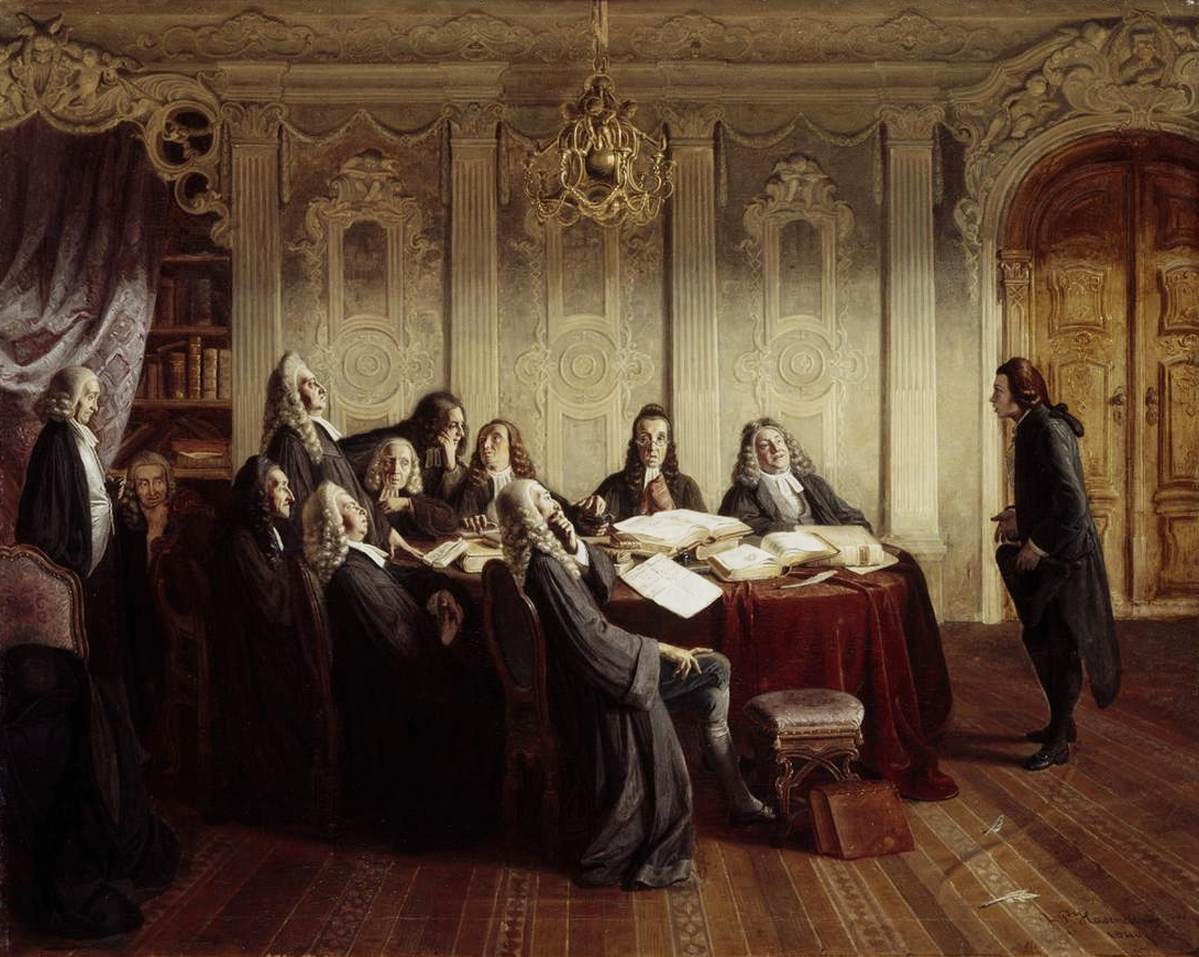
', 1840

Il obtient ses premiers succès à son arrivée à Munich en 1838 en illustrant Jobsiade, le livre de Carl Arnold Kortum. Peu après, il présente vingt tableaux reprenant un autre livre satirique de Kortum, Vie, opinions et œuvre d'Hieronymus Jobs. Louis Ier de Bavière lui achète le tableau L'examen de Jobs.
Hasenclever vient à Düsseldorf en artiste réputé. En 1843, il devient membre de l'Académie des arts de Berlin. Sa technique est mûre et confiante, et au-delà de la peinture, il cherche les petits et grands détails de la vie de la période Biedermeier.
Il participe au mouvement de Vormärz et se fait peintre engagé. Il est un membre du mouvement antiacadémique Crignic et fait des illustrations en 1847 pour le journal satirique Düsseldorfer Monatshefte (de). Lors de la Révolution de Mars en 1848, il se prononce pour la démocratie et Lorenz Cantador (de) et se moque du maire par intérim de Düsseldorf Joseph von Fuchsius (de), il est alors surveillé par la milice.

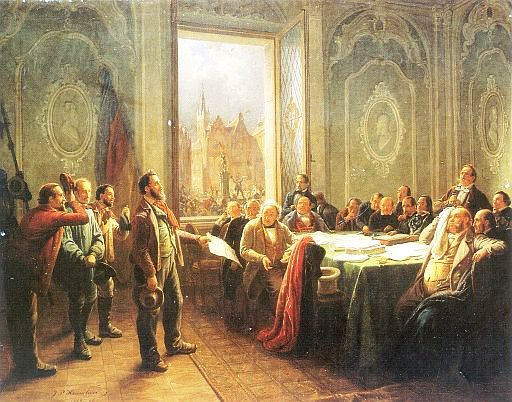
Travailleurs devant le conseil municipal

Gottfried Keller l'appelle « le peintre de la cour du vin, de l'urbanité et de l'humour » ; pour d'autres, Hasenclever est « un grand portraitiste convivial des scènes d'intérieur ». Karl Marx ayant décrit dans le New-York Tribune du 12 août 1853 la « vitalité dramatique » du tableau représentant les travailleurs devant le conseil municipal, la RDA et ses intellectuels, comme Wolfgang Hütt, mettront son œuvre en avant.

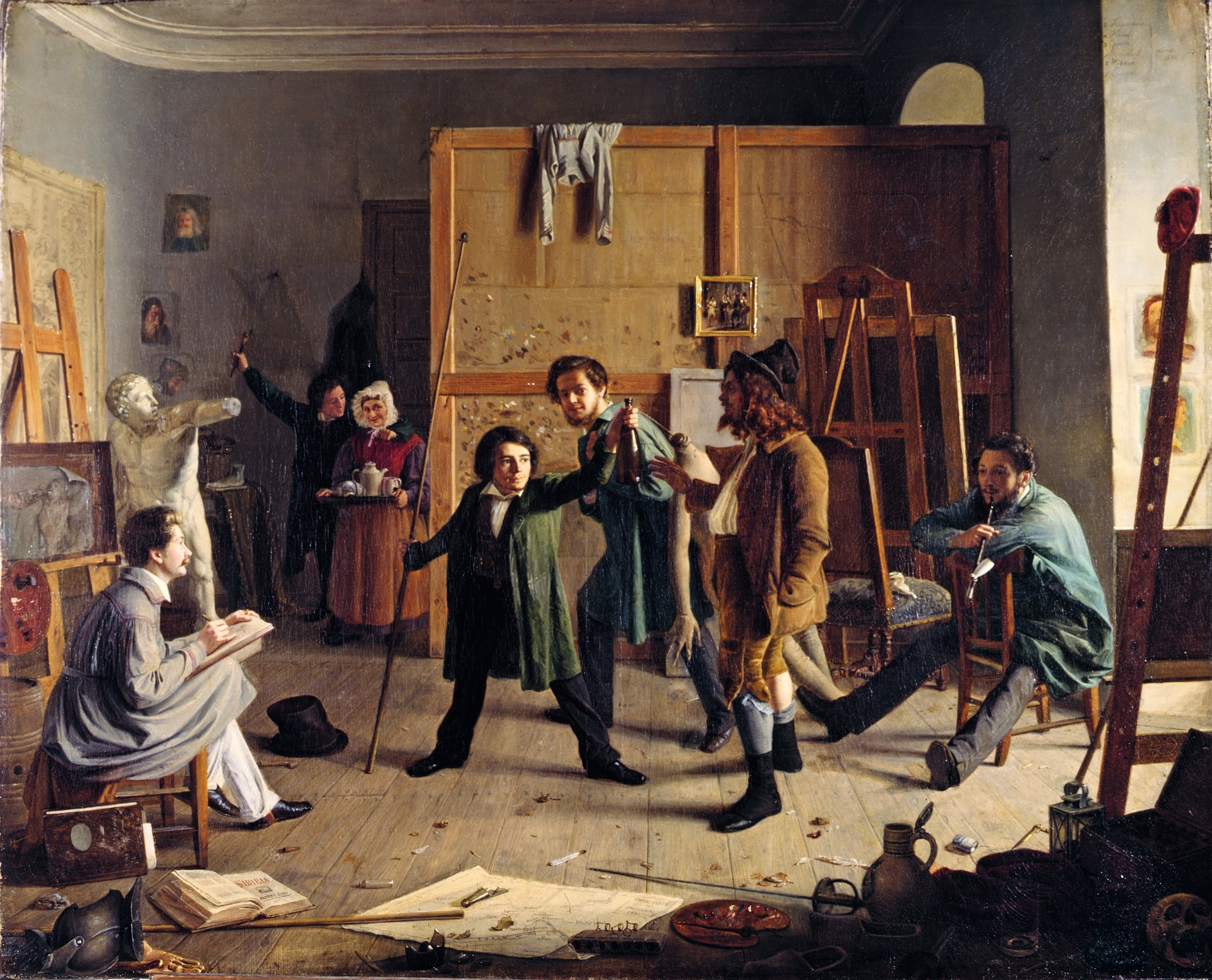
Scène d'atelier, 1836
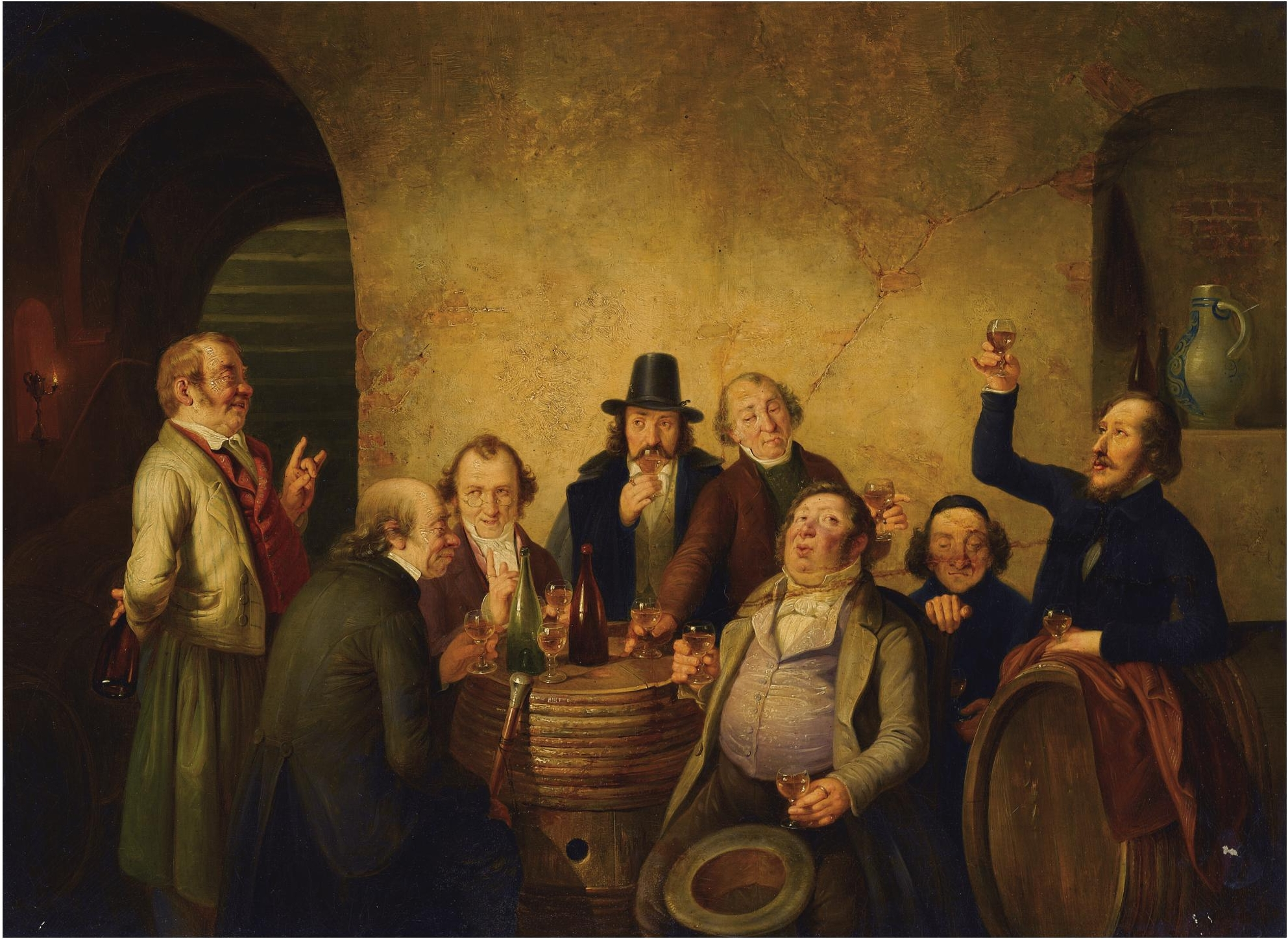
Dégustation de vins
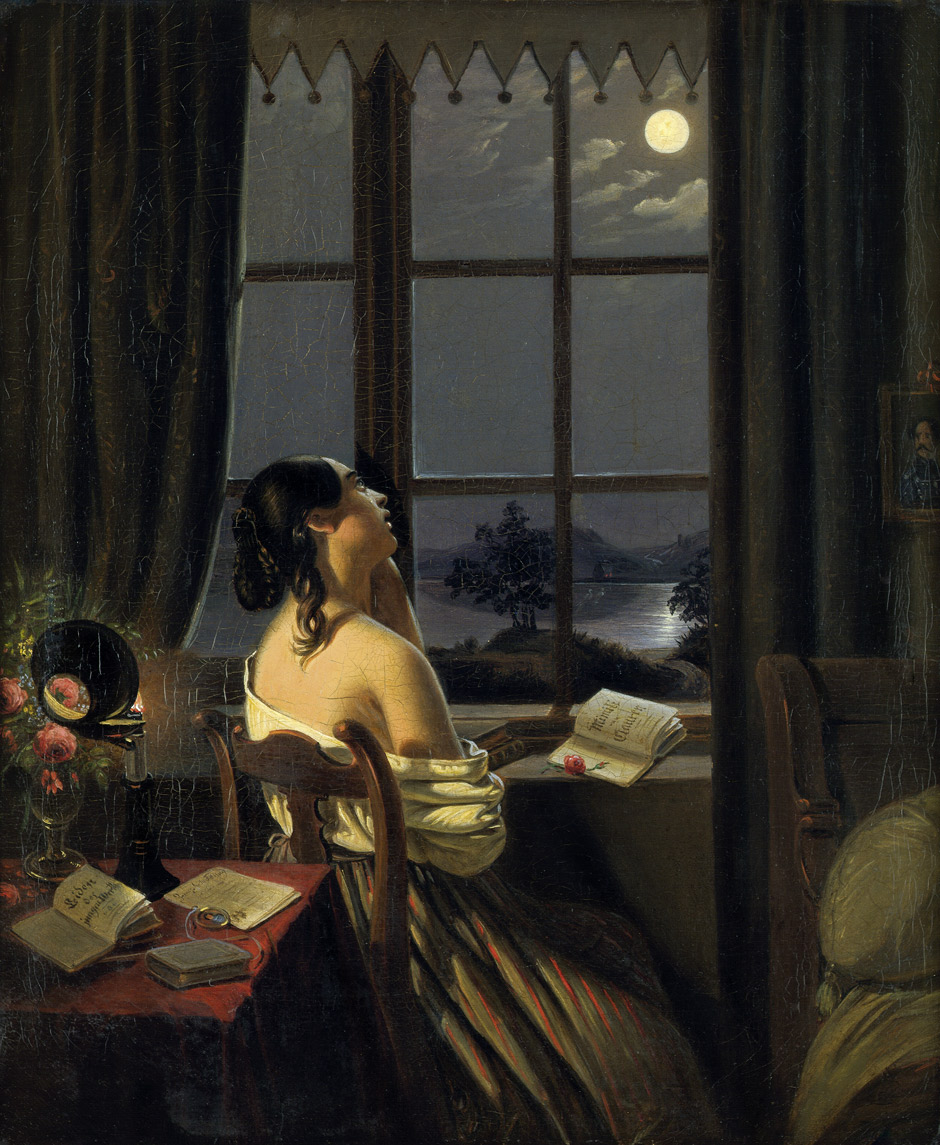
La sentimentale, 1846
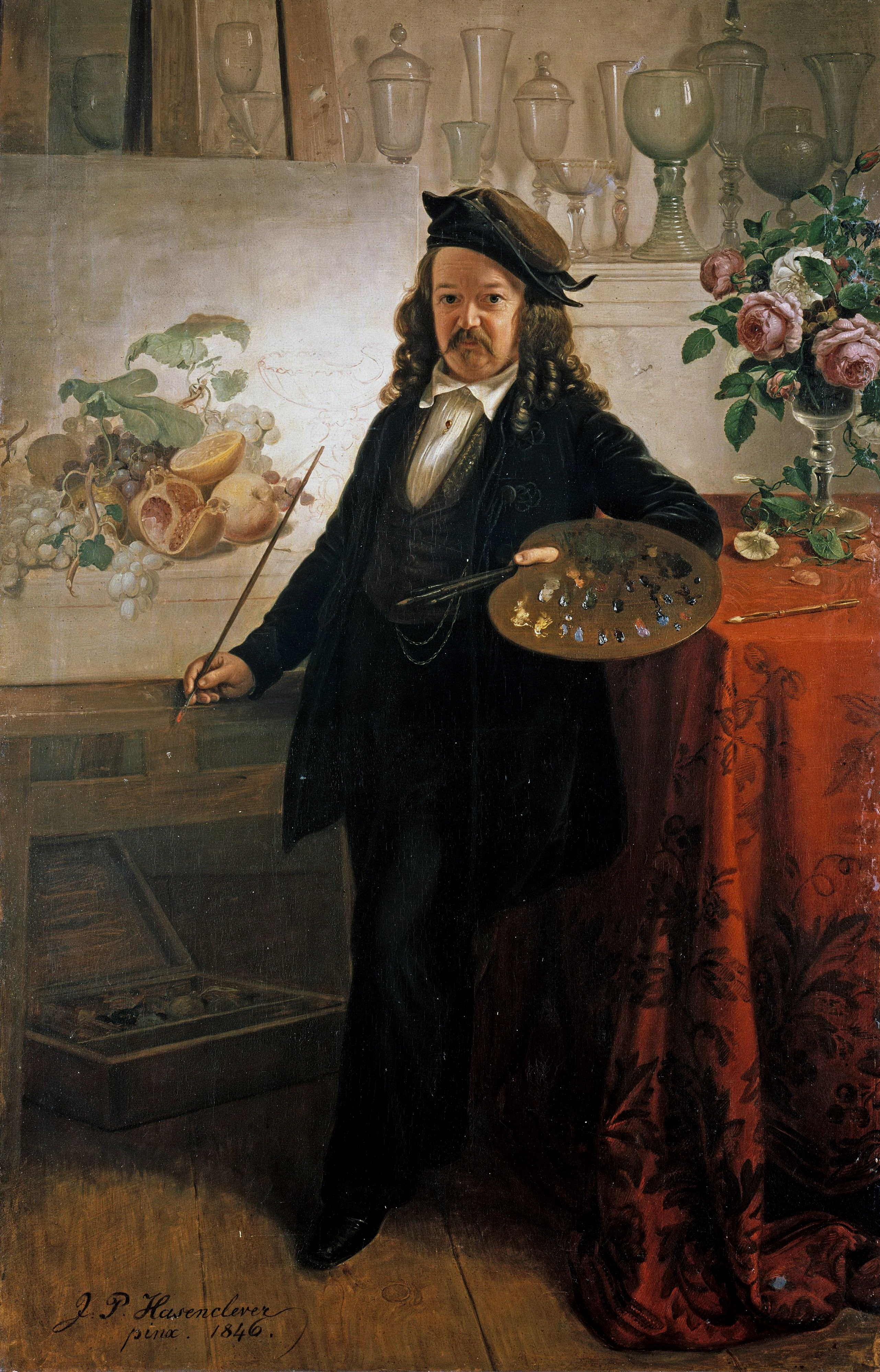
Portrait de Johann Wilhelm Preyer, 1846.